# Rhyacophila osellai
Rhyacophila osellai är en nattsländeart som beskrevs av Malicky 1981. Rhyacophila osellai ingår i släktet Rhyacophila och familjen rovnattsländor. Inga underarter finns listade i Catalogue of Life.